# Summon Night: Swordcraft Story
Summon Night: Swordcraft Story é um RPG eletrônico de ação que sabiamente mantém as coisas simples. Em essência é um simples jogo de exploração de cavernas, mas é divertido o bastante para motivar fãs de RPG a o jogarem. Não é tão cativante quanto um bom RPG focado em história, e a ação não é especialmente complexa ou gratificante, mas Summon Night permanece sendo um jogo agradável que oferece abundante humor pateta, personagens simpáticos e um sistema de batalha fácil porém divertido. E, enquanto oferece algumas diferenças únicas em relação às convenções de role-playing, ele não se prende a artifícios sem sentido.